# Pierre Cruège
 (octobre 2013).
Pierre Cruège, né à Bordeaux le 4 décembre 1913 et mort à Paris le 25 novembre 2003, est artiste décorateur, architecte d’intérieur, créateur de modèles de série. Après la Seconde Guerre mondiale, il mène parallèlement ces différents métiers qui inscrivent son œuvre dans une charnière de l’histoire des arts située entre l'artisanat de luxe du Style 1940 et les éditions industrielles du Style international.

## Biographie

### Un décorateur dans le style 1940
Issu d’une famille bordelaise et fils de commerçant, Pierre Cruège satisfait son attirance pour le dessin en s’inscrivant en 1930 à l’École des beaux-arts de Bordeaux dans l’atelier du maître René Buthaud, section des Arts décoratifs, y étant également élève du graveur Robert Cami. En 1935, il reçoit une bourse qui lui permet d’intégrer à Paris l'École nationale supérieure des arts décoratifs.
Remarqué par ses enseignants, il entre dans l’atelier du maître René Prou où il entame une carrière parisienne en collaborant à ses côtés aux stands de l’Exposition universelle de 1937. Imprégné par cette culture décorative, Pierre Cruège adopte les valeurs du Style 1940 consistant à réconcilier la stricte rigueur du Mouvement moderne avec l’individualisme plus léger du décorateur qui « orchestre le tout en ce sens qu’il harmonise l’ensemble, en tenant compte tout à la fois des lignes, des volumes et des couleurs ». Quand il quitte l’atelier Prou en 1938 pour s’installer à son compte, il signe ses premiers décors dans ce goût.

### Un dessinateur pour l’industrie (Bibliothèques MD)
Entre 1939 et 1941, Pierre Cruège est mobilisé en Gironde. Comme Marcel Gascoin, 
Jacques Hitier et nombre de décorateurs qui voient le début de leur carrière interrompu par la Guerre, il va ensuite bénéficier du contexte particulièrement porteur de la Reconstruction. Parallèlement à l’élitisme de son métier de décorateur, il s’intéresse à des approches plus démocratiques, s’impliquant dans la production industrielle. En 1945, il acquiert, avec un camarade de guerre, la menuiserie industrielle des Bibliothèques MD (meubles par éléments), entreprise fondée en 1920 par un libraire parisien qu’il va redynamiser en la codirigeant de 1947 à 1953. Ces éléments seront édités pendant des décennies, montrant la réussite d’une formule combinant la doctrine du Fonctionnalisme (les meubles par éléments étant théorisés par Le Corbusier) avec une ligne cossue évoquant le luxe et le confort (proche du Style 1940).

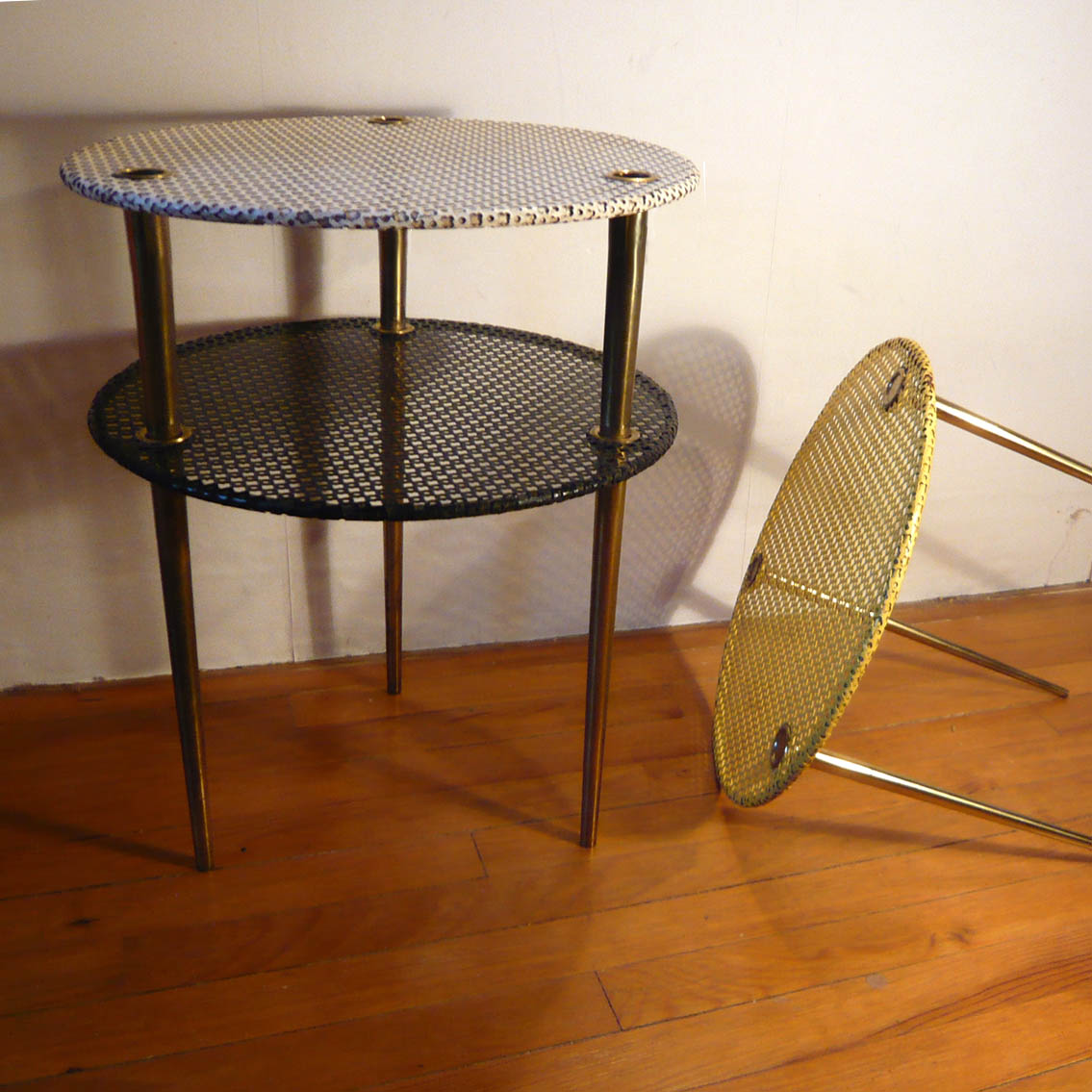
Table « Partroy » en desserte à deux plateaux
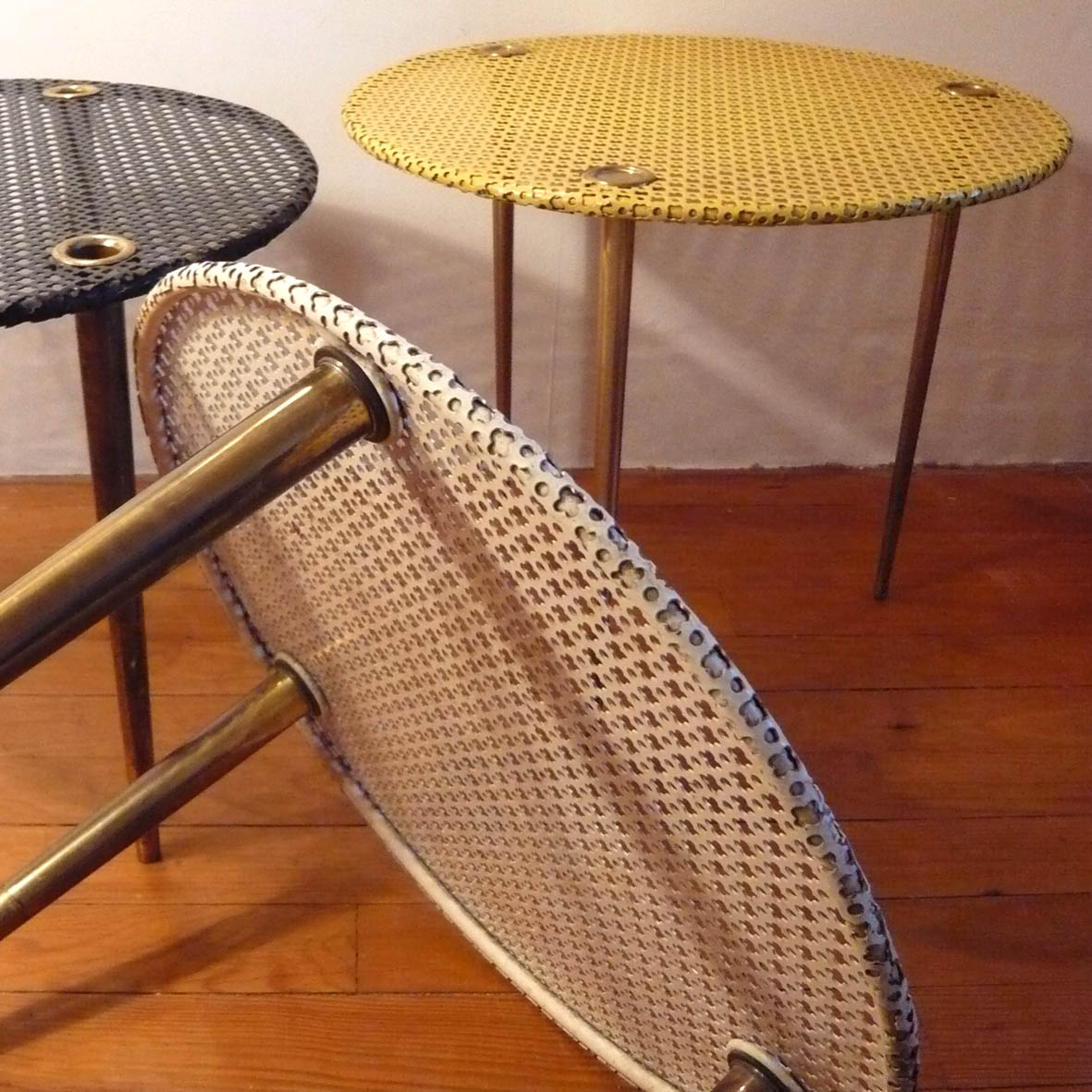
Tables « Partroy » formant 3 dessertes indépendantes
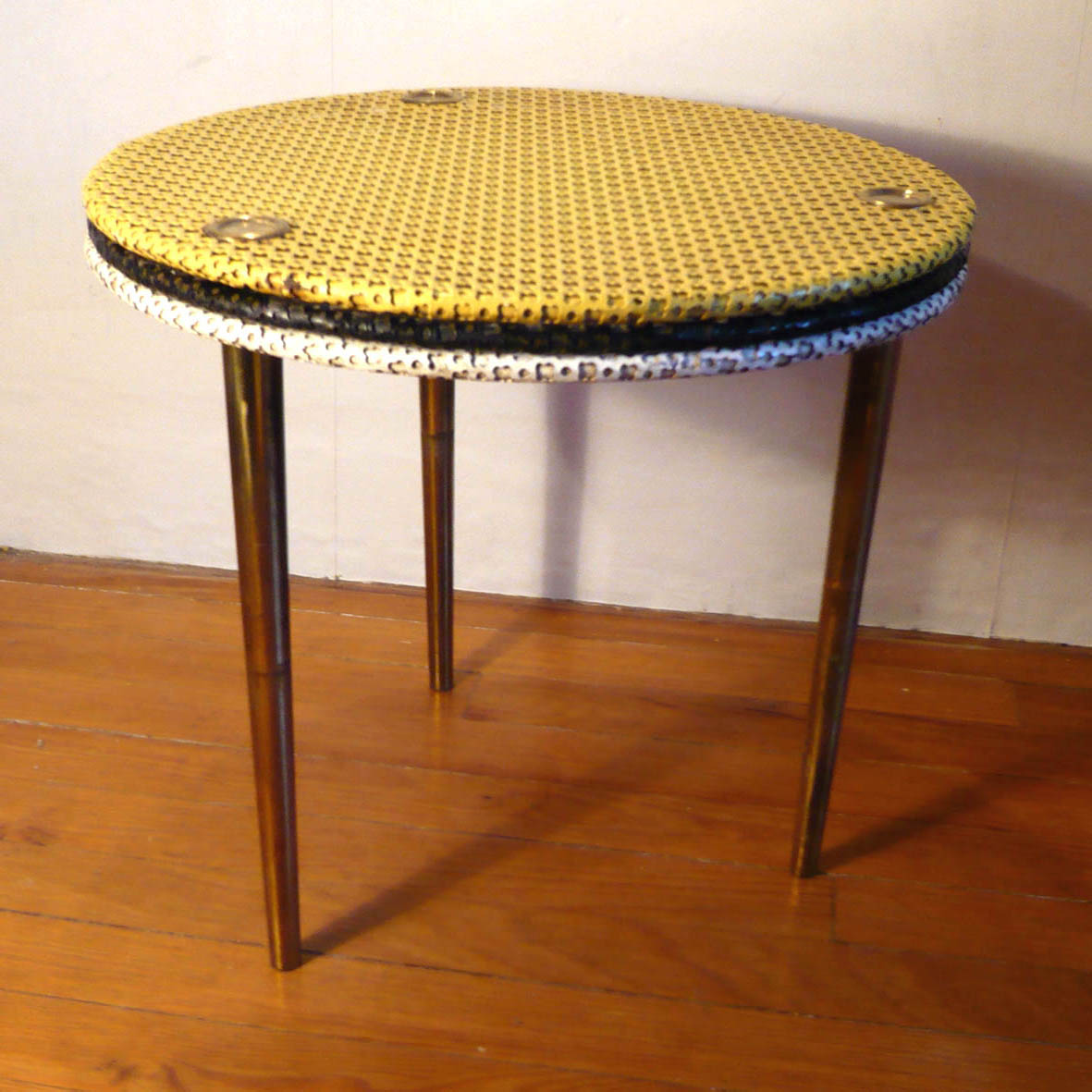
Tables « Partroy » groupées en une seule table

### Un créateur et éditeur de meubles en série (Formes)
Parallèlement aux Bibliothèques MD, Pierre Cruège présente en 1949, au Salon des artistes décorateurs, les tables gigognes « Partroy ». Une création qui lui vaut des articles dans toutes les revues de décoration et le conduit à lancer ses propres concepts de fabrication en créant la société Formes avec les gammes « Stylus » « Ferboy », « Partroy » et « Multiformes ». Plus limitée quantitativement, cette production en « série » satisfait mieux ses exigences qualitatives dans les matériaux, l’exécution et les finitions.
Il remporte de nombreux prix, dont celui du Ministère de la reconstruction et du logement en 1954. Reconnu par les institutions, Pierre Cruège est chargé de la décoration de la section France d’Outre-Mer du Pavillon français à l’Exposition universelle de 1958, une réalisation de 2 000 m2 des architectes Daniel Badani et Pierre Roux-Dorlut qui a remporté une étoile d’argent du Jury international.

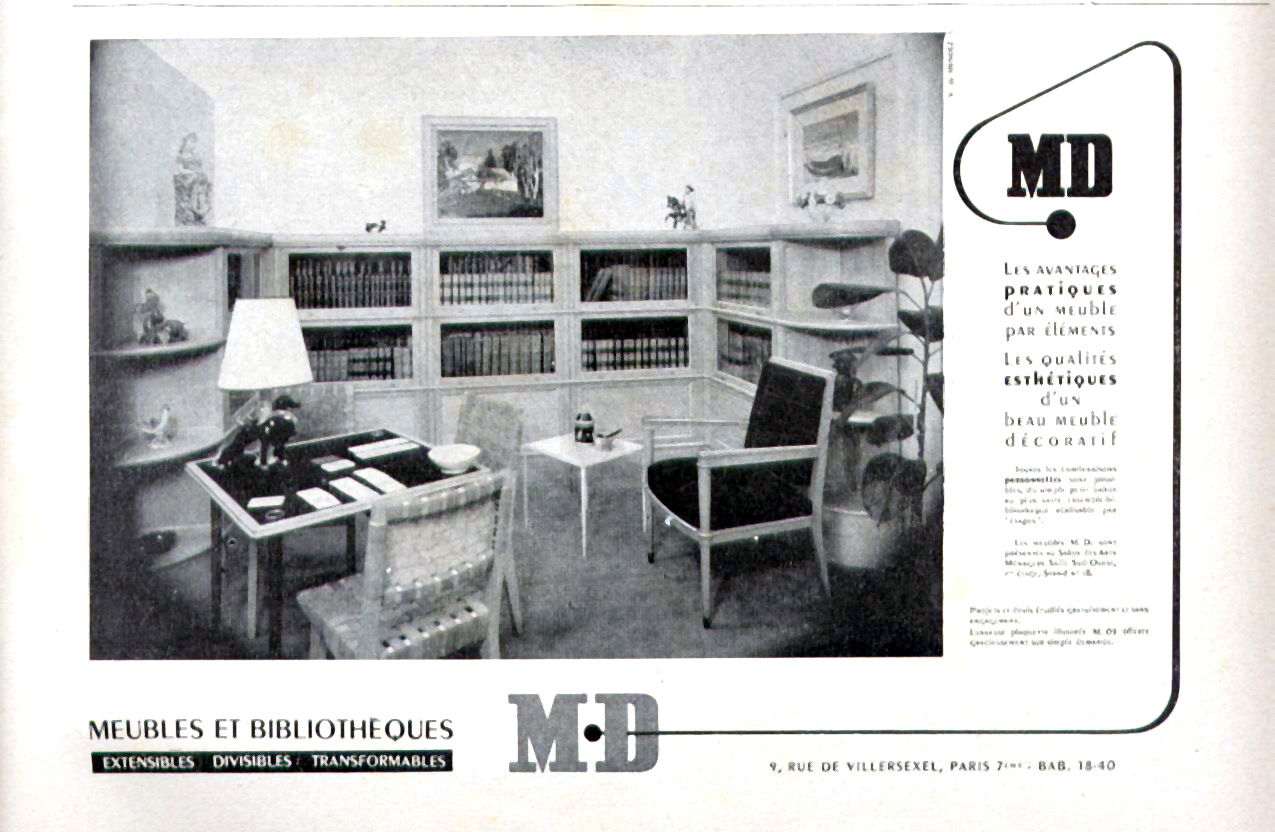
Publicité MD, 1950
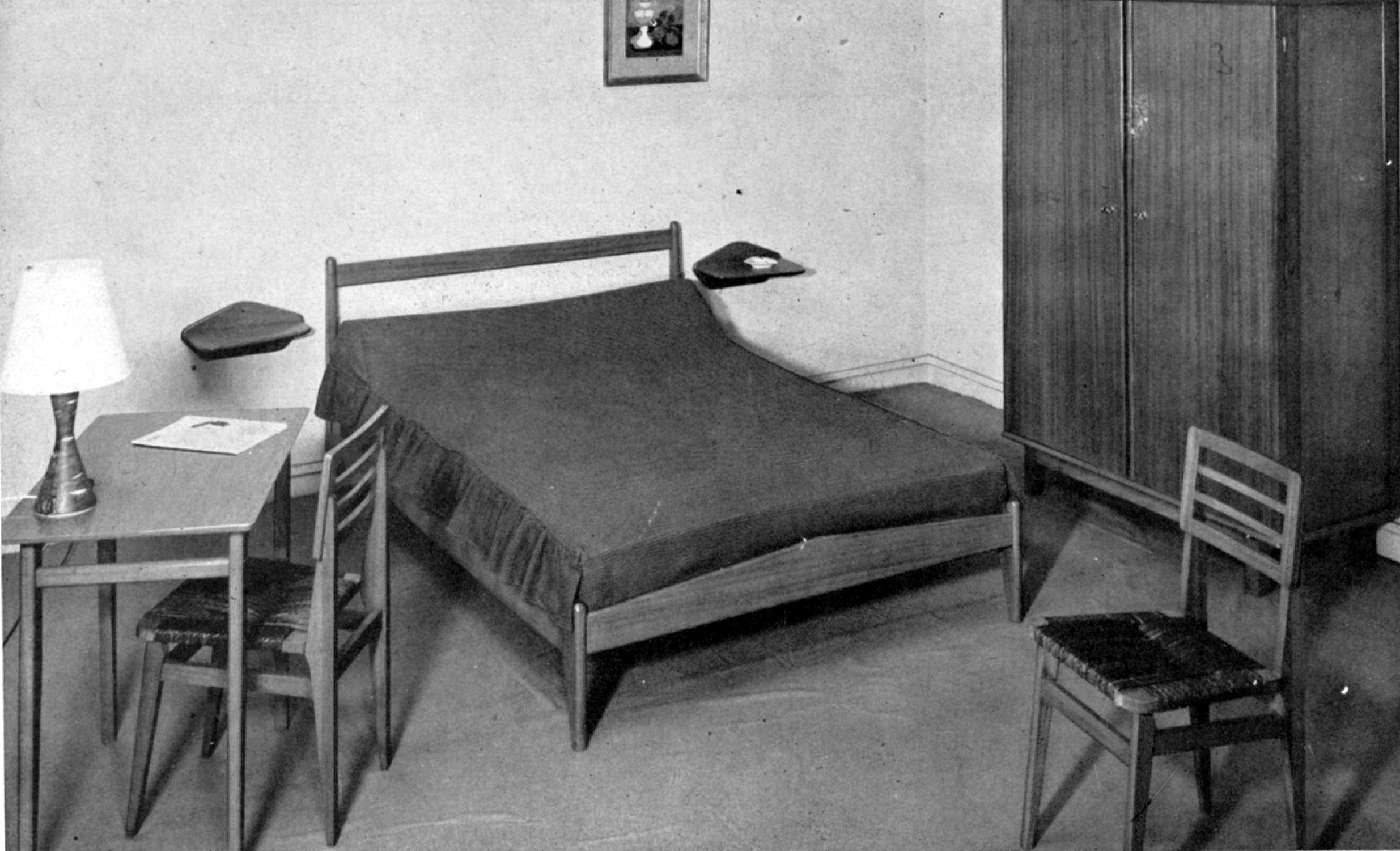
Concours MRL, 1954
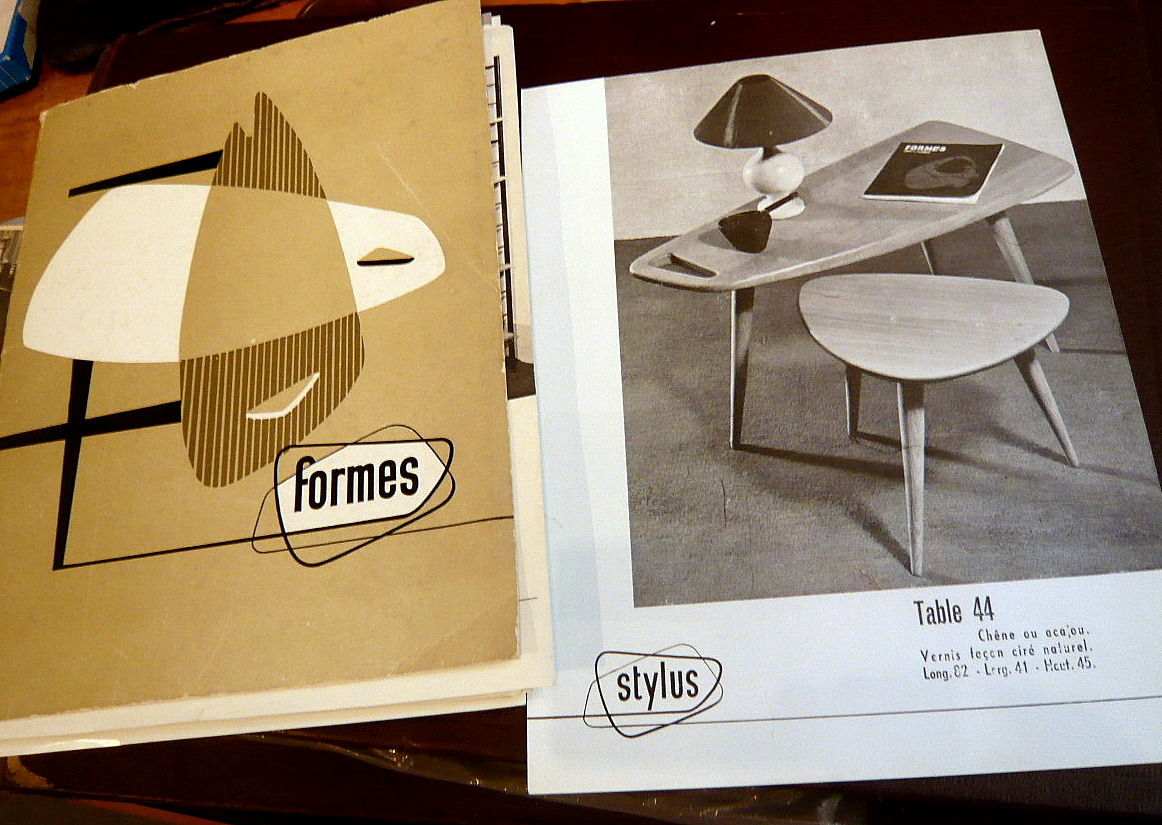
Pierre Cruege catalogue Formes, 1955

## Le biographe de Louis Leygue et de René Buthaud
Après les Années 1950, Pierre Cruège continue d’exercer sous le statut d’Architecte d’intérieur et remporte de très nombreux concours et appels d’offres pour l’aménagement de chambres dans les résidences d’étudiants et dans les hôtels, domaines privilégiés pour les meubles de série. Il ne va jamais cesser d’être actif : à plus de 80 ans, il se consacre à la mémoire de deux très proches amis artistes qui s’étaient impliqués –pendant l’Entre-deux-guerres - dans le Cubisme et l’Art déco ; il publiera leurs biographies aux Éditions de l’Amateur : celles de René Buthaud (peintre et céramiste) en 1996 et celle de Louis Leygue (sculpteur) en 2000.
Sa fille, France Cruège de Forceville devenue l’expert spécialisé des œuvres de René Buthaud, de Louis Leygue et de Pierre Cruège, continue, depuis le décès de son père, ce travail de mémoire.